# IC 5373
IC 5373 је спирална галаксија у сазвјежђу Андромеда која се налази на листи објеката дубоког неба у Индекс каталогу.
Деклинација објекта је + 32° 46' 55" а ректасцензија 0h 0m 29,3s. Привидна величина (магнитуда) објекта IC 5373 износи 14,7 а фотографска магнитуда 15,5. IC 5373 је још познат и под ознакама MCG 5-1-19, CGCG 498-59, CGCG 499-31, KAZ 235, PGC 36.